# Henschel Hs 293
Henschel Hs 293 är en radiostyrd glidbomb med en raketmotor avsedd att användas mot fartyg, utvecklad under andra världskriget av Tyskland.

## Historia
Projektet inleddes 1940 och byggde på den rena glidbomben som hade konstruerats av Gustav Schwartz Propellerwerke 1939. Schwartz konstruktion hade inte någon fjärrstyrning utan använde endast en autopilot för att hålla bomben på en rak kurs. Avsikten var att den skulle kunna fällas från ett bombplan på tillräckligt avstånd för att vara utom räckhåll för luftvärnseld. Henschel utvecklade konstruktionen följande året genom att lägga till en raketmotor monterad under bomben för att tillåta att den användes från lägre höjder och att öka räckvidden. 
Glidbomben bestod av en modifierad standard 500 kg minbomb SZ 500, utrustad med en raketmotor under bomben, ett par vingar, och en 18-kanals radiomottagare. Raketmotorn brann endast 12 sekunder efter att bomben hade fällts. Från en höjd av 1400 meter HS-293 hade en räckvidd på ca 3 km. 
Hs 293 var avsedd att förstöra transportfartyg eller mindre örlogsfartyg, till skillnad från Fritz X som var avsedd för användning mot mer bepansrade fartyg. Bombfällaren kontrollerad bomben med en joystick. Fem färgade facklor fanns i bakre delen av bomben gör dem synliga på ett avstånd för bombfällaren.
Över 1.000 byggdes, från 1942 och framåt.

## Användning
Den 27 augusti 1943 sänktes korvetten HMS Egret i Biscayabukten med förlusten av 194 män, av 18 stycken Do 217 från KG 40. Det var den första sänkningen av ett fartyg med en styrd bomb.